# يومي توما
يومي توما (冬馬由美 توما يومي) هي مؤدية أصوات يابانية ولدت في 20 ديسمبر 1966 في محافظة تشيبا.

## أدوارها في الأنمي

### مسلسلات أنمي تلفزيونية
- فوشيغي يوغي - يوي هونغو
- AIR - هيجيري كيريشيما
- دوت هاك ساين - هيلبا
- إينوياشا - توران
- يورمنغاند - تشيكيتا
- يورمنغاند PERFECT ORDER - تشيكيتا
- موياشيمون - أوريزه
- NOIR - سيلفانا غليوني/إنتوكابيلي
- التقرير المتنقل الجديد جاندام وينج - سالي بو
- سلايرز - سيلفيل نيلس لادا
- سلايرز نكست - سيلفيل نيلس لادا
- سلايرز ريفولوشن - سيلفيل نيلس لادا
- رانما ½ - هيناكو نينوميا
- كاوبوي بيبوب - وين
- سكرايد - بانكا
- كارد كابتور ساكورا - سبينل سن
- لوست يونيفرس - ستيلا
- ماغي: The Kingdom of Magic - ميرا ديانوس أرتيمينا
- بوكيمون - جيزيل، مايكي
- خليلة (مؤقتة) - والدة كوكومي شينا
- وديع بائع الحليب - لوزة
- المحقق كونان - ناو تاكيغوتشي (الرجل الذي خانه البحر)
- داي الشجاع - غوم

### أوفا أنمي
- كاشان - لونا كوزوكي
- تيلز أوف سيمفونيا ذي أنيميشن: سيلفارانت - راين سيج
- تيلز أوف سيمفونيا ذي أنيميشن: تيثيالا - راين سيج
- تيلز أوف سيمفونيا ذي أنيميشن: اتحاد العوالم - راين سيج
- دوت هاك ليميناليتي - كاورو أسابا
- أوشيو وتورا - مايوكو إينوي

### أفلام أنمي
- سلسلة أفلام بوكيمون
  - فيلم بوكيمون 2000: قوة الإتحاد - آرتيكونو
  - فيلم بوكيمون فور إيفر: سيليبي صوت الغابة - سنيزل

## أدوارها في ألعاب الفيديو
- تيلز أوف سيمفونيا - راين سيج
- تيلز أوف سيمفونيا: دون أوف ذا نيو وورلد - راين سيج
- سونيك لوست ورلد - زينا
- سلسلة ألعاب تيكن
  - تيكن 3 - لينغ شاويو
  - تيكن تاغ تورنمنت - لينغ شاويو
  - تيكن 4 - لينغ شاويو
  - تيكن 5 - لينغ شاويو
  - تيكن 5: دارك ريزوركشن - لينغ شاويو
  - تيكن 6 - لينغ شاويو
- ستريت فايتر X تيكن - لينغ شاويو
- سلسلة ألعاب دوت هاك - غاردينيا، هيلبا

## أدوارها في الدبلجة اليابانية
- الأقدام المرحة - نورما جين
- أفاعي في طائرة - مرسيدس

## وصلات خارجية
- يومي توما على موقع IMDb (الإنجليزية)
- يومي توما على موقع ميوزك برينز (الإنجليزية)
- يومي توما على موقع ديسكوغز (الإنجليزية)
- يومي توما على موقع ديسكوغز (الإنجليزية)
- يومي توما على موقع قاعدة بيانات الفيلم (الإنجليزية)
- يومي توما على موقع ANN person (الإنجليزية)